# 윌리엄 갤러처

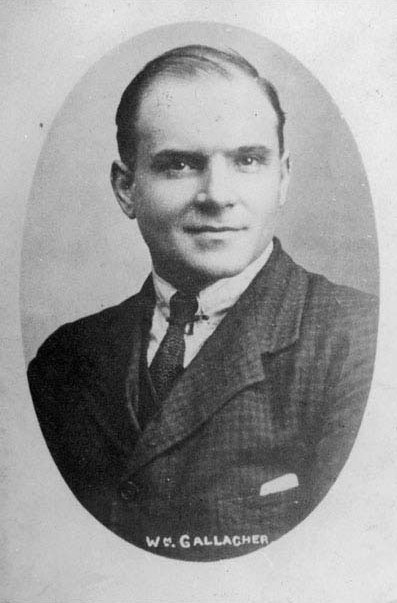

윌리엄 갤러처(영어: William Gallacher: 1881년 12월 25일-1965년 8월 12일)는 스코틀랜드의 노조운동가, 공산주의 정치인이다. 글래스고의 직장위원 운동의 지도자였고, 그레이트브리튼 공산당의 창당멤버였다. 두 차례 서민원 의원을 역임했으며, 영국 최후의 공산주의자 국회의원이었다.